# 尹相林
尹尚林（英語：Hsiang Lin Yin，?—），前香港演員、动作指导、特效设计，又名尹尚林。

## 生平
香港演员，经常在影视剧中饰演龙套角色，最初在张彻执导的影视剧中担任配角。之后在多部作品中担任配角。
曾在多部电影《奇謀妙計五福星》、《逃學威龍》、《赌神》、《武狀元蘇乞兒》、《A計劃》中担任龙套角色。
在拍摄《撈過界》对导演牟敦芾评价很好。
后在拍摄《旺角黑夜》后息影。

## 外部連結
- 尹相林在互联网电影资料库（IMDb）上的資料（英文）
- 尹相林在香港影庫上的簡介
- https://www.douban.com/personage/30397795/ 豆瓣链接]